# 메탈리퍼
메탈리퍼는 N2게임즈가 개발하고 세시소프트가 퍼블리싱하는 온라인 액션 다중 사용자형 롤플레잉 게임이다.
가까운 미래에 발생한 대재앙 이후에 크게 변화한 세계에서 두 개의 국가가 대립한 상태에서 임무를 진행하는 형태로 이뤄진 게임이다. 이용자는 게임 속의 캐릭터 입장에서 '메탈리퍼'라 불리는 강화된 전투원 부대와 맞서 싸우면서 임무를 해결해 나가야 한다.

## 시놉시스
2022년, 끊임없는 자연재해를 극복하기 위해 지구상의 국가들은 각각 아시아 연합과 대서양 연맹으로 재편되면서 우주 개발에 박차를 가했다. 그러나 지나친 우주 개발의 경쟁으로 초래된 아시아 연합 측의 우주정거장 추락 사고로 대서양 연맹은 치명적인 피해를 입게 되고 이를 빌미로 한 대서양 연맹은 아시아 연합의 핵 보복을 감행한다. 설상가상으로 지구 전역에 발생한 대지진에 의해 지구의 지형은 순식간에 바뀌었고 많은 희생과 함께 문명의 후퇴를 가져왔다.
폐허가 된 지구 위에서 간신히 살아남은 생존자들은 기아와 질병으로 고통받고 있었으나 과거 아시아 연합의 자리에 루체라는 의사가, 대서양 연맹에는 닉스라는 과학자가 등장함으로 생존자들은 고통에서 벗어날 수 있었다. 루체와 닉스는 각각 양 국가의 새로운 지도자로 추대되어 루체 왕국과 닉스 연방으로 폐허가 된 지구에서 새로운 세력 균형을 만들어 낸다.
이후 인간의 고질적인 바이러스 질병 극복을 위한 닉스 연방의 강화인간 프로젝트는 결국 메탈리퍼라 불리는 특수부대를 만들게 되었고, 닉스의 심각한 부상으로 분열의 징조가 보이는 연방의 결속을 위해 닉스 연방 군부 세력은 루체 왕국과의 전쟁을 벌이게 된다. 패전을 거듭하던 루체왕국은 의용군을 결성하여 이들의 침략에 맞서는 동시에 닉스 연방의 반정부군과 협력하게 된다. 그리고 주인공은 루체왕국의 의용군의 신병으로 전장에 들어서게 된다.

## 시대적 배경

### 대재앙 이전 - 근미래의 지구[2]

#### 끊임없는 자연재해 (2022)
서기 2022년, 인류는 눈부신 과학 기술의 발전을 이루지만 연이은 화산폭발과 지진, 해일 등 크고 작은 자연재해를 극복하지 못한 채 전 인류가 고통에 신음한다.

#### 우주개발로 인한 세계 재편 (2024)
빈번해지는 자연재해로 인해 지구에서의 생존의 한계를 느낀 인류는 그 대안으로써 우주 진출을 모색한다. 이에 따라 막대한 자금과 인력이 필요한 우주 개발을 위한 초국가적인 연합의 필요성이 제기되며, 세계 각 국은 서로의 이해관계에 따라 아시아 국가 중심의 아시아 연합과 미국, 유럽을 중심으로 한 대서양 연맹이라는 범국가조직으로 재편된다.

#### 우주개발 경쟁 (2028)
대서양 연맹은 앞선 기술력을 바탕으로 월면 기지를 건설하게 되고, 아시아 연합은 이에 대응하고자 초대형 우주 스테이션 천궁 7호를 발사하여 우주 선점의 헤게모니를 잡기 위해 경쟁한다.

#### 천궁 7호의 추락 (2031)
우주 개발의 패권을 놓고 아시아 연합과 대서양 연맹이 경쟁하던 중 아시아 연합의 우주 스테이션 천궁 7호가 대서양 연맹의 의장국인 미국의 수도 워싱턴에 추락하는 예기치 못한 사고가 발생한다. 때마침 워싱턴에서 개최된 연맹회의에 참석한 대서양 연맹 주요 국가의 지도자들이 몰살당하면서 대서양 연맹은 엄청난 혼란에 빠져들게 된다. 대서양 연합 국가들의 국가 기능이 마비된 상황 속에서 미국의 군부조직은 이 사고를 아시아 연합의 계획적인 테러로 오인하여 아시아 연합을 향한 대규모 핵공격을 감행한다.

#### 대재앙 cataclysm (2032)
우주 스테이션 천궁 7호의 추락과 연이은 핵폭발로 혼란스러운 상황 속에서 대재앙이라 불리는 역대 최고의 대지진이 지구를 강타한다. 6개월 이상 반복된 크고 작은 화산폭발과 지진, 해일 등은 인류가 겪었던 그 어떤 자연재해보다도 위력적이고 공포스러웠다. 해발 10킬로미터에 달하는 초대형 화산 발록의 생성과 해수면 상승으로 인한 대륙 해안선의 커다란 변화는 지구를 이전의 모습으로는 더 이상 기억하기 힘들 만큼 순식간에 변모시켰다. 기존 6개 대륙이 3개로 변모한 채 지구의 지각변동은 서서히 안정화되어 갔다. 수개월간 지속된 지진과 해일 속에 80억 명에 가까웠던 인류는 일시에 5분의 1 이하로 줄어들었고 가까스로 살아남은 사람들은 변화된 지구 환경 속에서 생존을 위해 몸부림친다.

#### 대재앙의 끝 (2033)
지각변동뿐만 아니라 미세먼지, 낙진, 대기권의 훼손, 자기장의 왜곡과 같은 심각한 지구환경의 변화는 인류에게 또 다른 시련이었다. 인류가 수천 년간 발전시켜 왔던 첨단기술은 일순간에 퇴보해 버렸고 수없이 많은 첨단기기 또한 하루아침에 무용지물이 돼 버렸다. 기존의 국가 시스템은 완전히 사라져 버렸고 수천 년간 이루었던 인류의 정치, 경제, 문화 시스템 또한 붕괴되어 버린 채 혼란은 지속되었다. 그러나 곧 이전의 도시지역을 거점으로 생존자들은 빠르게 폐허를 복구해 가며 새로운 환경 속에 발 빠르게 적응해 나갔다. 이미 이전에 사장되다시피 한 화석연료를 사용하는 이동수단과 화약병기의 사용이 다시금 활성화되면서 생존자들은 한층 안정화에 속도를 내게 되었다.
급격하게 변화된 지구 환경과 더불어 의료시스템의 붕괴는 생존자들에게 또 다른 시련을 안겨 주었다. 수없이 많은 질병들이 생존자들을 괴롭혔고 특히 의료시스템의 붕괴로 인한 다양한 바이러스 질병은 인류를 또 다른 고통 속으로 몰고 가며 생존자들을 또다시 죽음의 공포에 떨게 만들었다.

### 대재앙 이후 – 네오 판게아 시대

#### 루체왕국의 건국 (2035)
아시아 연합의 폐허지역에서 홀연히 등장한 의사이자 의학자인 루체는 뛰어난 의술과 그에 버금가는 외모를 바탕으로 대중의 폭발적 지지를 얻게 되고 이를 기반으로 아시아 연합 체재의 생존 세력 4개 도시를 규합시키며 마침내 국왕의 자리에까지 오르게 된다. 루체 왕국은 루체의 뛰어난 지도력으로 입헌군주제를 밑바탕으로 대재앙 이전의 국가와 견줄 만한 선진국가로서의 면모를 빠르게 갖추어 나간다.

#### 닉스연방공화국의 창설 (2036)
한편, 이전 대서양 연맹 지역의 과학자 닉스는 본능적인 천재성을 발휘하여 대재앙 이전의 수많은 과학기술을 복원하며 서서히 명성을 높여 간다. 그리고 그의 동료 과학자인 에바와 함께 대재앙 이후에 고질적인 식량난을 해결함으로써 군벌의 악정과 배고픔 속에 고통 받는 시민들의 새로운 희망으로 부각된다.
닉스에 대한 대중들의 지지와 인기는 나날이 높아져 갔고 범인류의 평화로운 공존을 주장하는 닉스의 뜻에 따라 대재앙 이후 결성된 대서양 연맹 지역에 위치한 9개 도시국가에 결집을 촉구하게 되고, 결국 닉스를 연방의 수장으로 하는 닉스 연방 공화국이 창설된다. 닉스는 연방 결성 후 한층 과학기술 발전에 총력을 기울이게 되며 특히 연방 내의 천재 과학자로 불리던 알트마이어를 신기술 연구소(훗날 알트마이어 연구소로 개칭)의 총괄책임자로 임명하여 총체적인 과학기술 발전에 공을 기울인다.

#### 루체왕국의 오리진프로젝트 (2037)
대재앙 이후의 다양하고 수많은 바이러스 질병들은 인류를 끝없이 괴롭혔다. 그리고 변종 바이러스에 의한 치명적 질병들이 속속 발병하면서 인류의 생존 그 자체까지도 치명적으로 위협받을 정도로 심각해졌다. 따라서 이런 대재앙 이후 창궐한 여러 바이러스 질병에 대응하기 위해서 루체 왕국은 집중적인 연구를 거듭했고, 그 결과 방사능에 오염되지 않고 유전자 변이를 일으키지 않은 자연 그대로의 인간인 통칭 ‘오리진’의 면역체계가 대재앙 이후 창궐한 다양한 질병의 근본적 치유를 위한 열쇠라는 사실을 밝혀내게 된다. 이에 루체 왕국은 ‘오리진’의 확보를 위해 「오리진 프로젝트」라는 이름하에 대대적인 수색작업을 시작한다.

#### 인체 강화 연구 (2038)
닉스 연방 신기술 연구소의 최선 과제는 공화국 전역에 만연한 여러 질병의 퇴치였다. 따라서 알트마이어는 질병에 대한 연구를 거듭하던 중 치유가 아닌 인체 강화를 통한 질병 퇴치의 가능성을 발견하게 된다. 그리고 곧 이 연구 결과는 신체의 능력을 고도로 향상시켜 초인적인 힘을 이끌어 내는 인체 강화 기술까지 확장, 발전하게 된다. 에바는 인류종속을 위한 바이러스 질병 극복의 한 방향으로 이러한 인체 강화에 깊은 관심을 가지게 되지만, 닉스는 비인간적인 실험 방식과 부작용으로 인한 윤리적 문제를 들어 강한 거부감을 표하게 된다. 훗날 2039년 연구소 폭발사건을 기점으로 에바와 닉스는 심한 논쟁을 벌이고 결국 닉스의 뜻에 따라 알트마이어는 경질당하고 인체 강화 연구는 종결된다.

#### 두 국가의 조우 (2039)
루체 왕국의 오리진 프로젝트로 인한 활발한 탐색과 정찰이 루체 왕국의 영토를 넘어 미지의 곳으로 펼쳐지면서 어느 순간 루체 왕국과 닉스 연방은 서로의 존재를 인식하기 시작한다. 이전부터 시로와 같은 무역상들이 서로의 도시를 오가는 교류가 있긴 했지만 지극히 한정적인 범위에서의 교류였다. 이 두 국가 간에 존재하는 오염지역과 황무지를 오가는 것은 그리 쉽지 않은 일이었기 때문이다. 그러나 점차적으로 교류가 늘어나기 시작하며 서로의 물리적, 정신적 거리는 점차 가까워지기 시작했으며 특히 양국의 지도자인 루체와 닉스의 정보가 각국의 상부에게도 보고되며 국가적인 차원에서의 상호접근까지 검토된다. 특히 에바는 루체 왕국의 여왕 루체의 존재에 깊은 관심을 보인다.

#### 닉스연방 신기술 연구소 폭발사건 (2039)
인체 강화 기술을 연구하던 신기술 연구소에서 원인불명의 폭발사고가 일어난다. 이 사건의 원인이 알트마이어의 인체 강화 실험체의 폭주로 인한 것이 파악되면서 닉스와 에바는 심한 갈등을 빚게된다.
특히 인체 강화 연구에 대한 비인간적이고 비윤리적인 연구과정의 실상을 닉스가 파악하게 되면서 책임자인 알트마이어 박사는 경질되고 에바와 닉스의 흔들리지 않을 것 같은 관계에도 금이 가게된다. 그리고 이 사건으로 탈출한 많은 실험체들은 모두 회수 되지 않았으며 수백구 이상의 실험체들이 오염지역과 황무지속으로 숨어들어 갔다.

#### 인체 강화 연구 재개 (2040)
에바는 여러 질병으로 고통받는 많은 사람들의 모습을 보며 질병을 극복할 수 있는 인체 강화 연구에 대한 미련을 버리지 못한다. 깊은 고민 끝에 에바는 알트마이어에게 비밀리에 연구를 재개토록 하여 버림받은 대륙에 은밀하게 연구소를 건설한 후 인체 강화 연구를 재개한다. 그러나 지속적인 인체 강화 연구는 당초의 취지와 다르게 왜곡되어 인간성이 결여된 채 신체능력만이 극대화된 불균형한 인간들을 만들어 냈고 이는 호전성과 야만성이 넘치는 전투에 최적화된 새로운 인간들의 탄생을 의미했다.

#### 닉스 피습사건 (2040)
에바는 알트마이어를 비밀리에 자신의 별장에 불러 수시로 인체 강화 연구의 결과를 보고받았다. 그러던 중 연구 결과를 확인하기 위해 운송되어 온 강화 인간 실험체가 폭주하는 사고가 발생한다. 광기에 사로잡힌 실험체는 연구원들의 통제를 벗어나 경비요원까지 손쉽게 해치운 후 에바에게 달려들었다. 때마침 에바를 찾아온 닉스가 그녀를 구하기 위해 실험체를 가까스로 물리치지만 그 자신은 치명상을 입는다. 닉스는 에바의 헌신적인 간호와 의료진의 노력에도 불구하고 식물인간 상태에 빠져들고 끝내 의식을 찾지 못한다.

#### 닉스연방내 연방 분리 세력의 태동 (2040)
연방 최고 지도자인 닉스가 의식불명 상태에 빠졌다는 사실이 알려지면서 닉스 연방을 이루는 9개 연방도시들은 큰 혼란에 빠져든다. 닉스를 포함한 많은 사상자들이 발생한 참혹한 현장 공개와 비밀리에 진행된 비윤리적이고 비인간적인 생체실험의 정황들이 속속 연방 지도자 회의에 공개되면서 이 모든 일의 중심인 에바에 대한 강한 질책이 이어진다. 그리고 무엇보다 연방의 상징인 닉스의 부재는 연방도시의 결속을 와해시키는 가장 큰 동기로 에바의 책임론을 더욱 무겁게 만들었다.
단순히 연방의 지도자를 넘어 닉스 연방 결속의 중심이었던 닉스의 부재는 연방의 존립 자체를 위협할 정도로 심각했다. 단지 원활한 식량 수급을 목적으로 닉스 연방에 마지못해 편입한 일부 도시는 아예 연방의 해체까지 주장했으며 좀 더 발 빠른 일부 도시들은 인접 도시와 무력분쟁까지 일으키며 연방의 결속력을 급속도로 와해시켰다. 닉스 연방 전역은 다시 전화의 혼란 속으로 빠져들기 시작한다.

#### 닉스연방의 1차 침공 (2041)
에바는 혼란스러운 정국을 수습하고 연방 분리주의를 주장하는 일부 군부세력의 반발을 완화코자 대륙 중앙의 막연한 존재로만 인식되었던 루체 왕국의 존재와 위험성을 부각시키며 닉스 연방의 위기론과 강한 결속을 거듭 강조한다. 닉스 연방의 이러한 막연한 위기감과 군부에 대한 압박은 마침내 루체 왕국과의 군사적 충돌까지 불러일으키며 국경 인접지역의 전면전까지 확대된다. 그러나 전쟁 발발 초기 닉스 연방군의 우세함이 일부 연방 군대의 명령불복종으로 무뎌지면서 결국 루체 왕국에 대패하게 되고 국경지역의 일부마저 빼앗긴 채 정전상태에 들어간다.

#### 닉스연방의 분열 (2041)
루체 왕국과의 전쟁에 대한 당위성, 닉스의 부재에 따른 통치력 상실, 에바에 대한 책임론 등 여러 정치적 쟁점들은 닉스 연방을 혼란스럽게 만들었다. 이런 혼란은 결국 에바의 권력에 동의하며 연방의 존속을 지지하는 6개 도시와 에바의 퇴진과 연방도시의 독립을 요구하는 반연방파 3개 도시로 양분되어 연방의 분열 징조를 보였다.

#### 독수리의 눈물 사건 (2041)
연방의 분열과 내전에 대한 새로운 변곡점을 마련하기 위해 만들어진 대화합의 장이 에바와 그를 따르는 군부세력의 제안으로 극적으로 마련된다. 그러나 닉스가 통일 연합의 필요성을 구상하고 주창한 독수리 언덕에서 개최된 대화합의 장은 그 의도 및 취지와 전혀 다른 결과를 불러일으킨다. 루체 왕국의 사주를 받은 일단의 테러리스트들의 테러로 인해 많은 연방도시의 대표와 그의 가족들까지 무참히 살해되었기 때문이다.
닉스 연방의 시발점인 독수리의 언덕을 피로 물들인 이 사건은 닉스 연방의 지울 수 없는 비극으로 자리 잡는다. 그리고 이 사건은 독수리의 눈물 사건으로 통칭되며 루체 왕국에 대한 불타는 적개심과 닉스 연방의 강한 결속의 계기가 된다. 또한 이 사건을 계기로 에바의 정치적 입지가 확고해짐과 동시에 루체 왕국에 대한 2차 침공의 명분이 마련된다. 또한 루체 왕국과의 대규모 전면전을 대비한 군사정책의 일환으로 독수리의 눈물 사건 진압에 큰 성과를 보였던 강화 인간 특수 부대의 존재와 당위성이 한층 부각되며 강화 인간 특수작전부대 ‘메탈리퍼’의 실전 투입이 결정된다.

#### 닉스연방의 2차 침공 (2042)
닉스 연방은 이제는 공인화된 강화 인간 부대를 앞세워 루체 왕국에 대한 2차 침공을 벌이게 된다. 2차 침공은 1차 침공과 달리 강화 인간 부대인 ‘메탈리퍼’에 전적으로 맡겨졌고, 인간성이 잠재워진 채 전투능력만이 극대화된 이들은 무차별적인 살상을 통해 루체 왕국을 유린했다. 강철의 사신이라는 ‘메탈리퍼’로 명명된 이 부대는 그들의 이름에 걸맞게 루체 왕국의 최전선을 누비며 악명을 떨치기 시작했다. 메탈리퍼의 무차별적인 파괴와 살상은 루체 왕국 전역을 전쟁의 공포로 몰아넣었으며 루체 왕국은 막대한 인명피해와 더불어 바이칼, 고비, 엘로라 지역의 적지 않은 영토의 자치권마저 잃게 된다.

#### 루체 의용군 결성 및 연방 반정부군(연방 반란군)의 결집 (2042)
루체 왕국 국경지역에 대한 닉스 연방의 지배가 지속되자, 침략자들에게 가족과 살 곳을 잃은 많은 루체의 국민들은 잠시 슬픔을 거두고 무기를 손에 쥔 채 곳곳에서 닉스 연방에 하나둘 대항하기 시작한다. 이런 간헐적인 무장저항은 루체 왕국 건국의 영웅 론 발렌트를 중심으로 한층 강력하고 조직적인 저항으로 발전된다. 이와 함께 루체 의용군은 루체 왕국으로 닉스 연방 영토 내에서의 오리진 프로젝트의 수행이라는 새로운 임무 또한 부여받게 된다.
독수리의 눈물 사건의 어두운 진실을 알게 된 일부 연방군이 크게 동요하는 가운데 독수리의 눈물 사건으로 가족을 잃은 모스크의 영주 라이너 카이슨을 중심으로 비인간적이고 비윤리적인 타락한 연방의 존립을 반대하는 군사세력이 결집된다. 이들은 연방의 수장이 된 에바를 제거하고, 그 공백을 틈타 연방의 분리를 모색하려 한다.

#### 루체군과 연방 반정부군의 동맹 (2043)
우연한 기회에 조우하게 된 루체 의용군과 연방 반정부군은 각기 목표는 다르지만 인류를 위해 바이러스 질병의 극복에 매진하는 루체의 헌신적인 노력과 비인간적이고 비윤리적인 메탈리퍼에 반발하는 라이너 카이슨의 신념이 인간애라는 대명제와 동일선상에 있었기에 서로 동맹을 맺고 협조하기로 한다. 또한 오리진 프로젝트의 중요성을 파악하고 상호간에 긴밀히 협력하게 된다. 이러한 협력에도 불구하고 과거 대재앙 이전 아시아 연합과 대서양 연맹의 대립적인 관계는 10년이 지난 지금까지 양군 간에 불화의 씨앗으로 남아 있는 듯싶다.

#### 강화인간의 무력화 가능성 발견 (2043)
닉스 반정부군을 돕는 닉스 연방 내 과학자 집단에 의해 ‘오리진’의 신체연구가 강화 인간인 메탈리퍼를 손쉽게 무력화시킬 수 있는 가능성이 있다는 추측이 제기된다. 이로 인해 닉스 반정부군 내부에서도 ‘오리진’의 확보에 대한 관심이 한층 높아지게 된다.

## 국가
게임 배경 상의 진영은 루체왕국과 닉스연방공화국의 두 곳으로 나뉘어 있다. 현재 루체왕국군(또는 의용군) 만이 선택 가능하다.

#### 루체왕국
대재앙 이후 고전적인 의미의 국가는 사라지고 존재하지 않았다. 핵폭발에 따른 지각변동은 기존 물리적인 국가의 경계선을 무의미하게 했을뿐만 아니라 통신, 이동의 단절은 국가시스템 자체를 부정할 수 밖에 없었다. 대재앙 이후 생존자들은 각 지역의 거점을 중심으로 모여들기 시작했다. 그 거점들은 각각의 상황과 지역에 따라 틀렸는데 식료품을 쉽게 구할 수 있는 곳이나 방사능에 오염되지 않은 곳, 대재앙의 피해(지진, 해일)가 경미한 도시 등 대체로 지속적으로 생존이 가능한 곳들이었다.
생존자들이 모인 거점들은 처음에는 무질서와 폭력이 난무했지만 여러 지식인들과 생존한 군인들을 중심으로 질서를 잡아갔다. 나름대로의 법규와 규칙을 만들어 갔고 식량을 축적해갔으며 주변에 있는 생존자들을 끌어모으며 점차 규모가 커져갔다. 생존자들 중에는 여러 엔지니어와 과학자들이 존재했고 이들은 점차 이 거점의 영역과 활동거리를 넓혀나가게 되었다. 무엇보다도 오염지역에 대한 감지와, 플레이그 스톰 등을 예측할 수 있게 됨과 동시에 각 거점들의 활동범위는 비약적으로 늘어났다. 그리고 새로운 거점들과 연계로 사람과 재화의 이동이 원활해지기 시작하며 급속도로 재건이 이뤄지기 시작했다.
각 지역에 거점들이 성장하면서 필요한 물건의 양은 기하급수적으로 늘어났으나 자원은 한정적이었기에 서서히 갈등의 양상을 보이기 시작했다. 일찍이 성장한 거점들은 군사조직을 양성하여 비교적 작은 거점들을 약탈하기 시작했다. 따라서 이런 거점들이 큰 거점들에 대항하기 위하여 힘을 합하거나 또는 강제로 합병되는 과정을 거치면서 당초 수천개 이상의 거점들은 몇십개의 거점으로 재편되고 커다란 지역거점들은 마치 그리스의 도시국가같은 면모를 갖추어나가기에 이르렀다.
루체왕국은 이런 거점 중 기존 아시아 지역에 있던 4개가 연합이 되어 만들어졌고 그 이면에는 루체와 그의 컴퍼니 동료들의 헌신적인 노력이 있었다.
대재앙 직후부터 루체는 이 4개의 거점을 중심으로 의료활동을 펼쳤다. 이 4개의 거점을 잇는 교통로에는 많은 위험이 도사렸지만 루체는 아랑곳하지 않고 이 교통로를 오가며 자신의 의술을 펼쳤다. 따라 그러던 중 거점중 하나인 바이칼에 지도자 이고르 주코프(Igor Zhkov)가 루체를 구금한다. 바이칼과 뉴상하이는 일부 곡창지역을 두고 오랜 대립관계로 루체가 뉴상하이로 오가는 것을 못마땅해 했기 때문이다. 주코프는 루체에게 바이칼의 의사로서만 남을 것을 강요했지만 그에 응하지 않자 주코프는 루체를 감금한다. 그 와중에 뉴상하이에 대규모의 인플루엔자가 퍼지게되어 감금된 루체에게 도움을 요청하게 되고 루체는 감금된 와중에도 치료에 필요한 여러 정보들을 전달하려 한다. 그러나 이런 사실을 알게 된 주코프는 루체를 뉴상하이의 간첩으로 몰아 갖은 고문까지 가해 루체는 온몸이 망신창이가 된 채 지하감옥에 감금된다.
질병의 창궐로 생사의 기로에 놓인 뉴상하이에서는 특공대를 보내 루체를 바이칼에서 가까스로 탈출시키게 되고 루체는 갖은 고문에 망신창이가 된 몸을 이끌고는 뉴상하이의 전염병을 치유하는데 애를 쓴다. 그리고 수일밤을 새운 루체는 가까스로 뉴상하이의 전염병을 잠재운다. 그 와중에 바이칼에도 역시 전염병이 퍼지게 된 사실을 알게 된 루체는 주변사람들에 갖은 만류도 뿌리치고 다시금 바이칼로 향한다. 주코프는 돌아온 루체를 다시 감금하고 고문을 하지만 자신과 자신의 아들까지 질병에 걸렸음을 알고 결국 루체를 풀어주고 치료를 부탁한다. 루체는 주코프를 완치시키지만 그의 아들은 끝내 병을 이기지 못하고 숨지고 만다.
아들을 잃은 자책감에 빠진 주코프와 루체의 인술에 감명받은 바이칼의 시민들은 루체를 지도자로서 추앙한다. 더불어 바이칼과 대립관계였던 뉴상하이도 루체를 따르게 되고 루체가 미리 사람을 보내 전염병에서 벗어나 큰 피해를 입지 않은 엘로라와 고비 두 도시 또한 루체의 휘하로 들어오기를 갈망한다. 루체는 여러 번 사양했으나 론 발렌트와 주코프의 간곡한 권유로 마침내 국왕으로서 즉위하게 된다. 4개의 거점도시들은 루체왕국이라는 명칭하에 통일이 되고 급속도로 성장하게 된다.

#### 닉스연방공화국
닉스연방은 9개의 도시거점이 연합이 되어 만들어졌다. 닉스는 이 9개의 도시 국가중 하나인 고스포드에서 과학자로 일을 하다 지도자인 론 하워드의 사후 고스포드의 지도자가 됨과 동시에 닉스연방의 통령이 된다. 닉스가 연방의 통령이 되는 이면에는 9개 거점도시에 치열한 경쟁이 배경이 되었다. 각각의 거점도시들은 심각한 식량과 자원난에 빠져들어 끊임없는 분쟁이 일어나고 있었다. 특히 오염지역을 제외하고 지극히 한정된 곳에서 이루어졌던 식량생산은 생존자들에게 또다른 심각한 위기로 다가오기 시작했다. 따라서 거점 도시간에 약탈과 전투가 빈번했고 굶주림속에 아사하는 사람들이 속출했다. 이런 상황에서 닉스가 머물렀던 고스포드는 닉스의 여러 기술로 이미 자급자족의 도시로 돌아선지 오래였다. 마침내 닉스는 인근도시인 네바다와 협력하여 오염되지 않은 수맥을 찾아 네바다에 대규모 댐을 완성시키고 식량을 주기적으로 생산할 수 있는 농토를 만들어내기에 이르자 많은 거점 도시들은 고스포드와의 협력을 요청한다. 부족한 식량과 추위로 고통받던 다른 거점 도시에서 고스포드는 선망의 대상이자 부러움 그자체였기 때문이다.
마침내 부족한 식량과 자원으로 인해 끊임없이 약탈과 분쟁을 일삼었던 9개의 거점도시에도 마침내 평화의 기운이 엿보였다. 항상 굶주리고 힘든 생활속에 나날이 고통받던 많은 시민들에게 닉스는 새로운 희망이자 한줄기 빛이었다. 닉스와 함께하면 대재앙 이후의 지옥같은 세상도 머지않아 극복될 듯 한 희망을 품었고, 그런 희망의 실현 가능성을 떠나 모두가 그렇게 믿고 싶었다. 닉스는 대재앙 이후 모든 이에게 새로운 희망이었다.
닉스는 마침내 네바다의 지도자 퀼런 크레인의 추대와 9개 도시국가의 만장일치로 닉스연방의 통령으로 취임하게 되고 평화의 시대가 찾아오게 된다. 9개의 도시국가들은 서로 협력하고 경쟁하며 닉스연방이라는 울타리속에 한층 성장해 나간다.
대재앙이 일어나기 직전인 2020년 당시 화약병기는 쇠퇴하고 레이저나 플라즈마, 초음파 등을 사용하는 광학병기와 초음파병기가 실용화 단계에 막 들어서는 시점이다. 항공기 산업에 있어서도 제트엔진에서 소형화된 로켓엔진으로 괄목할만한 변화가 시작되는 시점이었다. 그러나 급작스런 지구환경의 변화는 이런 여러 첨단기술을 무용지물로 만들었다.
이런 진보된 첨단 기술의 퇴보는 플레이그 스톰(Plague Storm)이라는 대재앙 이후 발생한 새로운 자연현상에 기인한다. 플레이그 스톰은 허리케인과 태풍과 같은 형태로 미세먼지, EMP쇼크, 방사능 오염물, 심지어 변종 바이러스 덩어리 들이 일시에 몰아치는 자연현상을 말한다. 대재앙 이후 지구 곳곳에서 수시로 일어나는 이 플레이그 스톰은 지각변동, 자기장왜곡, 핵폭발, 대기변화 등의 여러요소가 맞물려 새롭게 발생한 자연재해로 인류의 거주지를 축소시켰을 뿐만 아니라 첨단문명을 퇴보시킨 가장 큰 원인이 되었다.
무기의 사용에 있어서도 과거로의 회귀는 필연적이었다. 레이저건이나 초음파건이 실용화되었지만 네오 판게아 시대에서 이런 무기를 사용하기에는 너무나 제약이 많았고 무엇보다 그 수량 자체도 그리 많지 않았다. 따라서 대재앙 초기에는 원시적인 칼, 석궁 등의 무기가 주로 쓰여졌지만 곧바로 사용하기 쉽고 좀더 위력적이고 구하기 쉬운 화약무기로 대체되며 판게아 시대의 주력 무기로는 다양한 소총이나 머신건 등이 사용되었다.
이 시대에 있어 과학기술의 발전은 닉스연방의 지도자 닉스로부터 시작되었다고 볼 수있다. 닉스는 대재앙 이후 단절된 과학기술을 빠르게 복원시킴과 변모한 지구환경에 부합하는 응용기술의 방향성까지 제시하는 큰 업적을 쌓는다. 닉스가 발전시킨 과학기술 중 가장 대표적인 것은 플레이그 스톰에 대한 대응기술이다. 닉스의 이 기술로 플레이그 스톰의 EMP쇼크 영향을 받지 않는 정밀기기들이 만들어질 수 있었으며 대재앙 시절 직전까지의 과학기술까지 빠르게 복원할 수 있는 원동력이 되었다. 하지만 이런 EMP쇼크 차단 기술에도 한계가 있어 1미터 이상의 큰 기계에는 적용시킬 수 없어 주로 소형기기에만 적용이 되었다.
개인용 라이프체커(Life Cheker)의 활용은 대재앙 이후 변화된 지구환경에서 인간의 활동범위를 한층 더 넓게 만들었다. 비교적 안전지대인 도시 인근을 벗어나 활동을 하는데 있어 라이프체커의 활용은 필수적이었다. 라이프체커는 방사능을 포함한 다양한 생화학 유해물질에 대해 인간이 대응할 수 있는 여부와 체류 한계 시간까지 즉각적으로 파악할 수 있어 외부에서의 활동시간을 비약적으로 향상시킬 수 있었다. 대재앙 이후 불안전한 지구에서 라이프체커는 외부활동을 하는 모든 이들에게 반드시 필요한 필수품이었다.
대재앙 이후의 사람들은 전력 생산 부족으로 굉장히 한정적인 전력만 공급받게 되지만 닉스연방은 비교적 넉넉한 전력을 확보하여 도시는 원활하게 전기를 사용한다. 플레이그 스톰으로 라디오 방송이나 TV방송은 도시 범주안에서 송출되나 때때로 멀리 떨어진 곳에서도 청취나 시청이 가능하다.
이동수단으로는 철도는 지각변동으로 인해 대부분 사용하지 못하고 디젤이나 경우 자동차가 많이 사용된다. 헬기나 프로펠러 비행기도 존재하나 플레이그 스톰의 영향으로 지극히 한정적인 범위에서 사용된다.
지형 변화 후에도 비교적 농사가 쉬운 기후와 농토를 많이 가진 루체지역의 도시는 식량수급에 문제가 없었으나 닉스연방의 도시들은 고질적인 식량문제를 겪다가 닉스와 에바의 영농기술 복원으로 식량난을 완벽히 해결하게 된다.

## 등장인물

#### 루체
- 30대 중반 여성, 20대의 외모

- 루체왕국의 국왕

- 대재앙 이후 여러 질병에 고통 받는 사람들을 치유하던중 질병에 몰살될 뻔한 도시를 구제하며 대중의 지지도를 확보, 국왕으로 추대 받음

- 인간 자체를 사랑하는 순수한 마음과 희생정신으로 루체왕국의 살아있는 상징으로 존재

- 그녀가 국왕이 되기 전까지의 과정은 그리 순탄치 않았다. 군사기반도 없고 단지 의술에 뛰어난 그녀가 국왕까지 오르는데는 가장 큰 힘이 되었던 것은 다름 아닌 수없이 많은 질병들이었다. 대재앙 이후의 여러 질병들은 새롭게 나타난 질병도 있었지만 대부분이 대재앙 이전에 존재했던 질병이었다.

- 이전이라면 손쉽게 치료할 수 있는 병들도 의료시스템이 붕괴된 대재앙 이후의 시대에서는 대규모 전염병으로 확대되기 일쑤였기 때문이다. 더욱이 내성이 강해진 일부 변종 바이러스들은 기존의 치유백신까지 무력화시키며 수많은 사망자를 양산했다.

- 이런 상황에서 루체의 의학지식은 구원의 빛 이상이었다. 죽어가는 부모형제들이 루체의 손길에 되살아날 때마다 모든 사람들은 그녀의 의술 활동에 열광했고, 병을 치료하기 위해 자신의 몸을 내던지는 그녀의 희생정신에 환호했다. 루체의 따뜻한 마음과 그를 능가하는 의술은 다른 어떤 무기보다도 강력했고 확실한 지지기반이 되었다. 루체를 시샘하거나 루체를 못 마땅해하는 세력도 존재했지만 그들도 루체의 진정성 앞에 결국 마음을 열고 그를 따르게 되었다.

- 여왕이 된 이후에도 한결같이 모두를 의해 자신을 희생하는 루체의 모습에서 사람들은 대재앙 이후에 상실되었던 인간성 본연에 대한 깊이있는 성찰을 하게 된다. 루체왕국의 사람들은 대재앙 이후 루체로부터 처음으로 평온함을 느꼈고 안정을 찾을 수 있었다.

닉스 (35세, 서양인)
- 30대 중반의 남성

- 연방국 최고 지도자, 통령

- 대재앙 이전의 여러 기술들을 복원하여 보다 많은 사람들에게 과학기술의 혜택을 전파하여 대중들에게 폭발적인 지지를 얻어 닉스연방의 지도자로 등극

- 대재앙 이후 과학기술은 20세기 초중반 수준으로 뒷걸음질했다. 대재앙 이후 많은 엔지니어와 과학자들이 있었지만 전력의 공급과 여러 인프라가 부족한 상황에서의 기술복원에는 적지 않은 시간이 소모되었다. 수많은 응용기술과 첨단 기술이 이론적으로는 존재했지만 이전의 지구환경과 다른 대재앙 이후의 지구환경에 적용하기에는 어려운 문제점들이 많았다. 특히 플레이그 스톰으로 인한 EMP쇼크와 미세먼지는 기존의 첨단기기의 사용을 불가능하게 만들었기에 과학기술의 복원은 지지부진했다. 그러나 닉스와 에바는 대재앙 이후 변화된 지구환경에 맞는 기반기술들을 제시하며 대재앙 시대 이전의 과학기술을 급속도로 복원하기 시작했다. 특히 플레이그 스톰에 영향을 받지 않은 소형전자기기에 대한 차폐기술의 확보는 대재앙 이후의 과학기술을 크게 진일보 시켰다. 자칫 어둠의 시대로 전락할 뻔했던 대재앙 이후의 시대에서 과학기술에 대한 닉스의 활약은 매우 경이적이었다. 특히 닉스로 인한 9개 거점 도시의 식량난 해소는 계속되는 식량분쟁의 소지를 해결하고 닉스연방의 토대를 만들게 되었다.

#### 에바 로젠펠트
- 30대 중반의 여성이나 닉스보다 어려보이는 20대의 외모

- 닉스연방의 과학부 부장과 국방부 부장을 겸임.

- 닉스의 부재 중 닉스연방의 통령 대리

- 닉스와 함께 대재앙 이전의 많은 과학기술들을 복원하면서 닉스와 함께 닉스 연방을 이끄는 지도자로 자리 잡음.

- 닉스의 가장 가까운 곳에 있는 조력자이자 친구이자 연인 같은 존재.

- 실질적인 과학적 지식뿐만 아니라 여러 능력에서 닉스를 능가하나 항상 닉스의 뒤에서 그를 보좌하며 그 과정에서 행복을 느낀다. 닉스와 에바가 실제 연인은 아니지만 대부분의 사람들은 그 둘을 연인이상으로 생각할 정도로 둘의 사이는 가깝게 느끼고 있으며 실제 그렇게 행동하고 있다.

- 에바는 특히 로봇공학과 엔지니어링 기술에 뛰어난 능력을 가지고 있어 소형로봇뿐만 아니라 인공의수와 같은 사이보그 기술을 활용한 다양한 물건들을 개발해냈으며 특히 EMP쇼크 차단기술까지 확보해서 대재앙 이후에 단절된 로봇과 사이보그 기술을 거의 완벽히 복원시켰다.

- 도시적이며 차가운 외모를 지닌 그녀는 말수가 적은 편이며 평상시 차가운 분위기를 풍겼지만 닉스와 함께 있을 때는 항상 밝은 모습이었다. 그러나 닉스가 식물인간 상태에 빠진 후부터 전혀 그녀의 웃는 얼굴을 볼 수 없었다.

## 메탈리퍼

#### 메탈리퍼의 탄생 배경
메탈리퍼는 당초 닉스연방공화국의 바이러스 질병에 대한 대응책의 일환인 ‘인체 강화 연구’에서부터 비롯되었다. 닉스연방의 신기술연구소(훗날 알트마이어 연구소로 개칭)의 연구소장 알트마이어의 발의로 시작된 이 연구는 대재앙 이후 변화된 지구환경과 의료시스템의 붕괴로 질병에 대한 면역성이 극도로 떨어진 인간을 강화시켜 면역력을 향상시키는데 주된 목표를 두었다.
특히 이 연구의 이면에는 최근 빈번해지는 바이러스로 인한 여러 질병과 치명적 피해사고와도 연계되어 있었다. 변화된 지구환경과 기존 수백년을 이어온 의료와 면역체계가 일시에 무너진 채 기존의 바이러스 질병에 대항한 면역력조차 부족한 상태에서 핵폭발에 의한 변종 바이러스 출현과 그로 인한 질병은 인류에 있어 매우 치명적이었다.
이미 지표면의 안정화와 오염지대가 서서히 회복되는 과정에서도 인구수는 늘지 않고 오히려 서서히 줄어가는 이유도 여기에 있었다. 평균수명은 대재앙 이전에 비해 40% 이상 감소했으며 신생아들의 생존률도 급격히 떨어지며 인류의 영속성 자체도 불확실해 보였다. 따라서 이런 바이러스 질병에 대한 대비는 닉스연방공화국뿐 아니라 의사 출신의 국왕이 존재하는 루체왕국에서도 필연적이었다.
당초 동물을 대상으로 한 강화연구는 점진적인 성과를 보이기 시작했다. 다양한 형태의 백신과 촉진제, 강화제 등의 투입을 받은 동물들은 이전의 동물보다 강건해졌고 보다 강한 면역체계뿐만 아니라 육체적인 근력과 신진대사 능력까지 2배이상 강하게 하는 예상치 못한 결과까지 불러 일으켰다. 실험체들이 심리적으로 폭력성이 증가하는 부작용과 일부 생체조직들이 크게 손상되는 부작용들이 빈번했지만 크게 개의치 않았다. 심지어 한 마리의 실험체 토끼가 함께 있던 토끼 50마리를 1시간내에 모두 물어죽이는 최악의 실험사고가 벌어졌지만 연구소내의 공공연한 비밀로 숨겨진채 실험은 계속되었다.
마침내 2040년 실험체가 아닌 결과물로 강화인간이 완성되었다. 기존 인간의 신체에 수도 없이 많은 약물이 투입되어 만들어진 이 새로운 인간은 대재앙 이후의 대부분의 바이러스 질병에 면역체계를 가지고 있으며 기존 평범한 인간에 비해 약 2배의 근력과 감각을 가지게 되었다. 그러나 강화과정에 고통으로 인한 이성중추의 훼손으로 극단적인 폭력성과 무자비함을 가지게 된다. 더욱이 많은 약물의 부작용으로 피부 일부가 훼손되거나 심지어는 얼굴을 포함한 신체일부가 흉측하게 변모하는 부작용들이 곧잘 일어난다.
초기에 강화인간들은 제어 자체가 불가능했지만 점차적으로 일시적인 또는 일부의 이성적 판단이 가능한 강화인간들이 만들어지기 시작했다. 이는 실험체들의 각각의 의지와 지적능력이나 자기제어력과도 연관되었는데 특히 군인들의 경우는 인체 강화 과정을 거쳐도 대부분의 이성적 판단이 가능해진다. 따라서 일부 군인들은 자원해서 인체 강화 과정을 거쳐 자신의 능력을 업그레이드 하려는 시도가 이루어졌다. 이 결과 적지 않은 닉스 연방의 군인들이 인체 강화 과정을 거쳐 원하던 바를 이루었지만 폭력성향이나 신체손상과 같은 부작용은 피할 수 없었다.
메탈리퍼 부대의 수는 점차 증가하여 닉스연방군을 위협할 정도로 군세가 확장되었지만 중앙군의 지휘체계가 아닌 에바의 지휘체계를 갖고 있는 것은 아마도 기가스 안드레이와 알트마이어 박사와의 커넥션이 있는 것으로 알려져 있다. 기가스 안드레이를 중심으로 한 군부세력과의 균형을 이루기 위한 에바의 판단도 가미되어 있지만 기가스 안드레이가 현행의 지휘체계를 용인한 것은 다른 뜻이 있기 때문이다.

#### 메탈리퍼의 유형
메탈리퍼의 유래는 두가지로 추정되는데 그 모두가 메탈리퍼가 착용하는 금속성 슈트에 기인한다. 모든 메탈리퍼들은 오염지대의 활동성을 높이고 플레이그 스톰에 대비하기 위한 강철소재의 슈트들을 입고 있다. 몇십킬로 이상의 강철슈트의 착용이 보통의 인간이라면 불가능한 일이지만 강화인간에게는 그리 어려운 일이 아니다. 그리고 강화작용에 따른 부작용을 가릴뿐만 아니라 방탄효과가 있는 강철마스크를 착용한다. 이런 강철 슈트의 착용뿐 아니라 적에게 위압감과 공포심을 불러일으키기 위해 강철의 사신이라는 뜻에 메탈리퍼가 부대명으로 부여되었다.
강화인간은 현재 크게 4가지 형태로 구분되어 있으며 강화인간 41형부터 메탈리퍼의 주된 병력으로 사용된다. 39형과 40형은 통상 실험체, 41형과 43형은 중간체라고도 불린다.
| 명칭     | 완성 년도 | 통칭   | 특징 | 비고                                      |
| -------- | --------- | ------ | --- | ----------------------------------------- |
| 39형     | 2039      | 실험체 | 최초의 강화인간, 인간의 최대 3배 능력 발휘, 이성적 능력 상실, 거의 동물에 가까운 지적능력. 통증에 대한 감각 상실. 실험실 폭발로 많은 실험체들이 오염지대와 황무지로 퍼져 무리지어 생존.                                             | 통증이 없어 좀비 같은 형태                |
| 40형     | 2040      | 실험체 | 인간의 2.5배 정도의 근력, 비이상적으로 뛰어난 감각 능력. 약간의 이성적 판단이 가능. 강화전의 기억은 모두 상실. 39형과 달리 도구 및 무기 사용 가능, 약간의 대화 가능. 일부 실험체는 정상적인 지적 능력소유.                          | 닉스 사건으로 모든 실험체 폐기            |
| 41형     | 2041      | 중간체 | 인간의 2배 정도의 근력. 이성 있으나 극단의 이기심과 호전성, 전투성으로 감정 통제 어려움. 강화 이전의 기억 모두 상실. 일부는 40형의 특성 보유. 안정적인 강화과정으로 70% 이상 성공                                                   | 메탈리퍼의 주 구성원                      |
| 41형-S   | 2041      | 중간체 | 41형 대비 육체적 능력 20% 정도 감소, 이성적 능력에 대한 안정성 최대 확보. 주로 메탈리퍼의 고급장교들이 41형-S로 강화됨. 이성적 능력은 향상됐으나 강화과정의 안정성 문제로 성공률 50% 미만. 강화과정 사망자 속출로 보편적 사용 없음. | 메탈리퍼의 대장 3인이 41형-S              |
| 43형     | 2043      | 중간체 | 41형의 개량형, 오리진 바이러스에 적극 대응하는 신체. 인체강화 생존률 1% 미만으로 지속적 연구 진행 중 | 실험성공률이 극도로 낮아 많은 실험체 필요 |
| 스켈레톤 | 2044      | 실험체 | 사체를 이용한 메탈리퍼. 사체를 이용해 에스퍼가 컨트롤하는 생체병기. 에스퍼의 컨트롤 부재시 좀비와 같은 습성과 행동 |                                           |

## 진영 및 군단

### 루체 왕국군
- 대재앙의 어둠속에서 한줄기 빛과 같은 존재로 많은 사람을 구원해낸 루체의 인간애를 상징함과 동시에 영원히 꺼지지 않은 빛의 상징인 태양을 국가의 상징으로 삼았다.
- 태양을 둘러싸고 있는 4개의 화살은 루체왕국의 근간이 된 4개 도시를 뜻한다.

#### 편제 구성
- 왕국군의 주력부대는 4개의 도시국가를 기반으로 했다. 당시 각각의 도시에 따라 군의 구성과 개성이 달랐다. 루체는 이 특성을 그대로 살려 중국의 손자병법에 나온 전술의 일환인 풍림화산의 의미를 부여한 4개의 부대로 조직을 나누어 각각의 임무 특성에 따라 샌드스톰(전격부대), 노스우드(거점방위부대), 버닝이글(중화력집중부대), 그린스톤(수도방위부대)의 4개 부대로 군사를 재편하게 된다. 각 군단은 기본적으로 현대조직의 육군과 공군의 특성을 모두 갖고 있다.
- 국왕의 친위특수부대로 스펙트럼(도깨비)이라는 소규모의 특수 부대도 운용하고 있다.

### 루체 의용군

#### 편제 구성
- 의용군 대장 론 발렌트는 의용군을 지역구분에 따라 3개 조직으로 분할 운영하였다. 각 지역 의용군은 각각의 독립적인 작전 수행을 했으며 주요 사항 지시와 연합작전에 있어서만 연락조직과의 최소한의 연락을 취하는 형태로 각 조직의 기밀성을 한층 강화시켰다.

### 닉스연방군

#### 편제 구성
- 닉스연방군은 크게 중앙군-연방자치군 체계를 기반으로 조직되어있다. 중앙군은 수도 방위와 경찰업무를 수행하는 치안 유지군의 성격을 가지고 있고 각 지역 연방군을 지휘하는 북부사령부와 남부사령부로 이원화된 지휘군 체계를 통해 9개의 연방도시군과 공조체제를 갖추고 있다.
- 이후 7개의 연방군으로 재편한다.
- 강화인간으로 구성된 특수부대는 최초에는 과학부 산하의 경비대 수준의 소규모 부대였으나 강화인간의 양산체제가 구축되면서 급속도로 그 규모가 커졌다.

### 닉스연방군 - 메탈리퍼 부대
강화 이전에 모습을 가진 강화체도 일부 존재했지만 대부분 강화에 따른 부작용을 일으킨 신체를 가리는 측면과 메탈리퍼에 대한 공포심을 극대화시키기 위하여 대부분은 강철슈트와 강철마스크를 착용하여 그들의 외모를 쉽게 파악할 수 없게 했다.
그 중 마틴 크라우터의 정예부대는 강철슈트와 그 위에 코트를 착용하여 한층 위압감이 드는 모습이다.

#### 편제 구성
- 강화인간으로 구성된 특수부대는 최초에는 과학부 산하의 경비대 수준의 소규모 부대였으나 강화인간의 양산체제가 구축되면서 급속도로 그 규모가 커져갔다.

- 특히 루체에 대한 2차 침공이 성공하면서 강화인간 부대의 위상은 한층 올라갔으며 루체왕국에게 이 특수부대는 공포의 존재로 자리매김한다 강철의 사신이라는 「메탈리퍼」로 명명된 이 부대는 그들의 이름에 걸맞게 전장을 누비며 악명을 떨치기 시작했다. 메탈리퍼의 무차별적인 파괴와 살상은 루체왕국 전역을 전쟁의 공포로 몰아넣었으며 루체왕국은 막대한 인명피해와 더불어 국경지역의 많은 영토를 빼앗기게 된다.

- 닉스의 부재 이후 나머지 연방국과의 대립구도에서 군사적 기반이 약할 수밖에 없던 에바는 기가스 안드레이와 야합하여 기대이상의 성과를 보이는 메탈리퍼를 중앙군 이상의 위치로 격상시키에 이르고 루체왕국과의 전투뿐만 아니라 연방내 반란군 진압에 주력부대로 사용하게 되었다.

- 일단 전투가 시작되면 피아를 구분하지 않고 살상 그자체에 몰두하는 메탈리퍼의 특성상 많은 민간인 피해자의 발생은 필연적이었기에 적이건 아군이건 메탈리퍼의 출현 그 자체가 공포의 대상으로 자리잡게 되는데 그리 오랜 시간이 걸리지 않았다.

### 닉스 반란군
연방 정규군의 복장, 도시국가군의 복장, 자유복장 등이 뒤섞여 있다.

#### 편제 구성
- 반란군의 카이슨 대장은 해체된 3개 도시의 연방군을 기반으로 조직을 재편하고 인체강화계획에 반대하는 시민들을 규합하여 닉스연방에 맞서고자 한다.
- 군출신들로 이루어진 조직이기에 의용군에 비해 조직적이고 체계적인 편제를 특징으로 한다.

## 용어

#### 네오 판게아 시대
대재앙 이후 과거의 대서양 연맹이 닉스연방공화국으로, 태평양 연합이 루체왕국으로 창설되면서 등장한 시대를 일컫는다.
이 시대에는 대재앙과 플레이그스톰의 영향 등으로 문명이 후퇴하면서 20세기 초반 수준의 생활 수준으로 돌아갔다. 첨단기술은 퇴보되고 대재앙 이전과 같은 첨단기기와 전력의 사용도 크게 어려워졌다.
루체의 의술과 닉스의 과학기술은 문명의 퇴보로 고생하는 사람들에게 희망으로 다가왔다. 의료 수준은 대재앙 이전만 못하지만 웬만해서는 대부분의 병이나 부상 등을 치료하는 수준에까지 이르렀으며 과학기술 또한 생활 수준을 20세기 중반 정도로 회복시킬 수 있었다.
그렇지만 기존의 첨단 기술들 중 일부는 군사적인 목적으로 사용되고 있었는데, 대재앙 이후에도 보존된 수퍼컴퓨터 등의 첨단장비들은 닉스연방의 메탈리퍼 관련 연구를 비롯한 군사적인 목적으로 활용되고 있었다.

#### 플레이그 스톰 (Plague Storm)
미세먼지, EMP 쇼크, 방사능 오염물, 변이된 바이러스 덩어리가 일시에 몰아치는 현상을 말한다.
전자기기, 정밀기기, 생명체 등에 강력한 데미지를 입히며 플레이그 스톰이 쓸고간 지역은 생명의 숨소리 하나 들리지 않는 적막이 흐르는 죽음의 지역으로 변모한다. 네오 판게아의 세계에서 지각변동, 대기변화, 자기장왜곡과 함께 지구환경이 크게 바뀐 부분 중 하나이다.
플레이그 스톰은 크게 4가지 형태로 나뉜다. 미세먼지와 EMP쇼크 위주의 1군, 1군과 더불어 방사능 오염물이 포함된 2군, 1군과 변이된 바이러스가 포함된 3군, 1군, 2군, 3군의 특성이 모두 포함된 가장 강력한 위력의 4군으로 나뉘어 있다.
일반적인 4군의 규모를 넘어서 일시에 여러 지역에 발생하는 5군 메가 플레에 한 번만 발생한 상태다.
| 등급    | 현상                                   | 영향                              | 빈도              | 기타                                         |
| ------- | -------------------------------------- | --------------------------------- | ----------------- | -------------------------------------------- |
| 1 GRADE | 미세먼지 + EMP쇼크                     | 기계 작동 오류, 전자장치 사용불가 | 매우 높음         | 셀 내용                                      |
| 2 GRADE | 미세먼지 + EMP쇼크 + 방사능            | 상기 생물피해                     | 높음              | 셀 내용                                      |
| 3 GRADE | 미세먼지 + EMP쇼크 + 바이러스          | 상기 생물피해                     | 낮음              | 셀 내용                                      |
| 4 GRADE | 미세먼지 + EMP쇼크 + 방사능 + 바이러스 | 상기 생물피해                     | 매우 낮음         | 셀 내용                                      |
| 5 GRADE | 미세먼지 + EMP쇼크 + 방사능 + 바이러스 | 상기 생물피해                     | 대재앙시 1번 발생 | 많은 지역에 일시에 발생하여 엄청난 피해 발생 |

플레이그 스톰의 발생은 무엇보다 항공기 운항에 치명적이다. 터빈과 제트엔진의 노즐은 플레이그 스톰의 미세먼지에 쉽게 망가지기 일쑤였고, 주로 지표면에서 높은 곳까지 확산 이동하는 특성상 제트엔진에 특히 치명적이다. 또한 고도의 정제작업을 필요로 하는 항공유의 확보가 쉽지 않았기에 대재앙 이후의 항공 기술은 급속도로 퇴보한다.
그렇지만 점차 지표면이 안정화 되고 플레이그 스톰의 진로와 발생징후가 어느 정도 예측되면서 항공기의 운항이 간신히 재개되었지만 어디까지 제트엔진보다 안정성이 좋은 프로펠러기 위주의 지극히 한정적인 부분이었다. 플레이그 스톰 이외에도 항공유의 수급이나 고급 항공 인력의 확보 등 풀어야 할 여러 문제들이 공존했기 때문이다. 따라서 이런 위험 부담 때문에 대재앙 이후에 항공기 운영은 엄청난 용기를 필요로 할 수 밖에 없었다.
플레이그 스톰은 대재앙 이전의 첨단기술이 적용된 여러 기기와 장비들을 무용지물로 만들어버렸다. 자동차나 전동차 뿐만 아니라 TV, 냉장고, 세탁기 등의 생활에 필요한 기기에도 큰 영향을 미치게 된다. 2020년 이후 보편화된 전자 제어 장치가 장착된 차량들에게 플레이그 스톰은 큰 영향을 주었고, 대부분의 차량은 네오 판게아 시대에 쓸모없는 고철덩어리로 전락해버린다.
그로 인해 대재앙 발생 수십년전에 널리 이용되던 전자 제어 장치가 부착되지 않은 클래식 차량들이나 말과 같은 원시적인 이동수단들이 교통수단의 주류를 이루게 된다. 그러나 이런 클래식 차량 또한 정제된 휘발유의 확보가 쉽지 않은 상황이라 극히 한정적인 범위에서 사용하게 된다.

#### 컴퍼니
대재앙 직후 인류는 마치 나락 같은 깊은 혼란에 빠져들었다. 경제, 문화, 교육, 의료, 교통, 생활 등의 많은 시스템들과 윤리, 도덕, 규범, 법규 등 열거하기도 힘들만큼 많은 대재앙 이전의 사회와 생활을 구축해왔던 모든 것들의 기준과 가치들이 한순간에 사라져 버렸고 해일과 화재 그리고 방사능은 기존 삶의 터전을 송두리째 앗아가 버린채 지구는 말 그대로의 폐허로 변모해버렸다.
이런 혼란의 상황 속에서 사람들은 본능적으로 결집하기 시작했다. 시작은 가족으로부터, 혹은 친구로부터, 직장동료로부터였지만 생존을 위해서 힘을 합쳐야 한다는 대명제는 동일했다. 약탈자에 서있건 피약탈자쪽에 서있건간에 상대보다 보다 많은 인원들의 협력과 역할분담은 생존확률을 높이는 가장 큰 요소로 작용했기 때문이다.
서로의 협력을 위해 모인 이 컴퍼니라는 집단이나 무리들을 왜 이렇게 불렀는지는 아무도 모른다. 단지 대재앙 직후 컴퍼니의 시대라고 불릴만큼 셀 수없이 많았던 컴퍼니의 많은 리더들이 군출신이었다는 점에서 그 어원을 추측해 볼 뿐이다. 강한 체력과 장시간 서바이벌 스킬을 트레이닝한 군인들이 많은은 무리를 이끄는데 최적이었기에 많은 집단의 리더였던 그들의 용어가 그대로 전이되었을 것이라고 유추할 뿐이다.
컴퍼니 구성의 가장 큰 목적은 생존이었다. 서로간의 힘을 합쳐 보다 강한 생존기반을 마련하는 확고한 목표가 조직원간의 암묵적인 계율과도 같이 작용했다. 어떠한 이유도 이 목적을 대신할 수는 없었다. 그러나 대재앙이 완전히 끝난 후 컴퍼니들의 성격이나 모양도 서서히 변모하기 시작했다. 컴퍼니간의 교류가 활발해지고 좀더 나아가 컴퍼니간의 충돌을 거쳐 좀더 큰 영향력 행사를 위해 서로간의 합종연횡이 활발히 이루어졌다. 또한	대재앙 초기의 대부분이었던 자기방어나 약탈을 위한 무력 중심의 컴퍼니들을 벗어나 의료나 기술, 비행 등 기존 컴퍼니들간의 협력을 이루거나 컴퍼니들을 보조하는 여러 다양한 성격의 컴퍼니들이 우후죽순처럼 늘어나기 시작했다.
얼마간의 시간이 더 흐른 후 대부분의 컴퍼니는 정착할 수 있는 세력속으로 흡수되거나 와해되어 그 목적을 완료하고 급속도로 사라져 갔다. 이미 도시와 국가라는 더욱 크고 영향력있는 새로운 집단(루체왕국, 닉스연방)이 결성되기 시작한 즈음의 일이다. 이후 극히 일부의 컴퍼니들이 보다 좋은 정착의 장소를 찾기 위해 대륙의 미개척와 오염지대를 넘어 목숨을 건 유랑을 하기도 했으나 큰 성과없이 루체왕국과 닉스연방의 건국 이후에는 거의 대부분의 컴퍼니들이 역사속으로 사라졌다 해도 과언이 아니다. 그럼에도 불구하고 대륙의 미개척지와 오염지대를 떠돌고 있는 일부 컴퍼니들의 존재가 종종 확인되고 있는데 이들은 대부분 기존 도시에 흡수되지 못한 범죄인 중심에 컴퍼니이거나 아직까지도 아직까지 더 좋은 터전을 찾고자 하는(환상을 꿈꾸는) 컴퍼니로 나뉘는 듯 싶다.
루체왕국이나 닉스연방 양쪽에서 실질적인 컴퍼니의 소멸이 이루어졌음에도 불구하고 많은 사람들은 생존을 위해 함께 싸워왔던 컴퍼니의 동료들을 잊지못하고 강한 연대의 끈을 갖게 되었다. 생존을 위한 서로간의 협력과정은 기존 혈연으로 연계된 가족보다도 더 강한 결속력을 보여주었다. 이러한 컴퍼니에서의 관계는 이후 도시를 넘어 국가의 틀을 갖추었어도 변함없이 지속되기에 이른다.
많은 시간들이 흐른 후 컴퍼니들의 활약상은 마치 신화처럼 아니면 전설처럼 여러 사람들에 입을 통해 전해져 내려왔다. 엄청난 무력으로 많은 컴퍼니를 제압했던 마틴 컴퍼니나, 막스 컴퍼니의 이야기 뿐만 아니라, 소방관들이 중심이 되었던 워터맨 컴퍼니, 그리고 루체왕국 건국의 중심이 되었던 론발레트와 루체가 함께 했던 론 컴퍼니의 활약상 들은 지금도 항상 흥미 넘치는 이야기거리로 남아 있다.

#### 크리
대재앙 이후의 화폐 단위. 닉스연방과 루체왕국 공통으로 사용되고 있다.
대재앙 이후 화폐의 개념은 유명무실하게 될 수 밖에 없었다. 동전의 경우 재건을 위한 가치있는 원자재의 역할이라도 할 수 있었지만 지폐의 경우에는 단순한 종이 이상의 가치를 부여받기 힘들었다. 불이 잘붙는 종이로써 불쏘시개로 사용되기에 딱 알맞을 뿐이었다. 또한 은행이라는 개념 자체가 상실된 상황에서 기존 화폐의 활용은 무의미했다. 당연히 원시시대와 같이 물물교환이 가장 확실한 거래의 수단이었고 네오 판게아 시대에 있어서 가장 보편적인 거래수단이기도 했다.
그러나 점차 도시국가의 틀이 잡혀지면서 대규모의 거래와 물자이동이 시작되면서 물물교환의 방식은 한계를 갖게 되었고 다시 화페의 이용이 활성화되기 시작했다. 초반에는 이전의 지폐와 동전의 재활용이 시작되었으나 몇몇 도시의 고의적인 지급거부와 위조지폐(엄밀히 말하면 위조지폐는 아니고 예전의 화폐를 발굴)가 남발되어 서로간의 적지 않은 피해를 입은 뒤에야 여러 도시에서의 활용도가 높고 무엇보다도 신용도가 높은 공용화폐의 필용성이 대두되었다.
그 결과 각 도시간 무역을 활발히 했던 "시로 상업연맹"이 보증하는 'CRI(크리)'라 불리는 어음이 공용화폐의 성격을 띄게 되었고 머지않아 거의 화폐와 같은 개념으로 활용되게 되었다. 얼마간의 시간이 지난후 아예 시로 상업연맹은 화폐 자체를 찍어 내게 되었고 은행의 역할까지 커버하게 되었고 대재앙 이후 자급자족의 경제 구조가 화폐경제로 변모하면서 사라졌던 금융시스템 또한 서서히 제자리를 잡기 시작했다. 루체와 닉스 양국간을 활발하게 움직였던 수많은 시로를 포함한 무역상들덕에 적어도 루체와 닉스는 경제적 측면에서는 일찍이 통합된 모습이었고 전쟁 발발 이전부터 상당한 상호 의존도를 갖고 있었다. 물론 일부 도시국가들이 독자적인 화폐체계를 가져가려는 시도가 없었던 바는 아니다. 그러나 그때마다 시로 상업연맹의 강한 방해공작에 휘말려 대부분 실질적인 이득이 없이 끝이나고 말았다.

## 지역
루체왕국
- 뉴상하이: 루체왕국의 대표도시국가, 질병 치료에 사용되는 의약품 생산 및 의료시설 존재.
- 바이칼: 산악 지대로 넓은 방사능 오염지역에 근접해 있다. 철광석 생산이 이뤄지고 있다.
- 고비: 루체왕국 최대의 곡창지역으로 식량 자원 생산의 중요 도시국가.
- 엘로라: 초원지대로 가축을 키우며 축산물과 말, 양 등을 키운다. 양모를 이용한 직조 기술이 발달.

닉스연방공화국
- 고스포드: 닉스연방의 대표도시국가. 전력 생산 기지와 실험단지가 구축되어 있다.
- 모스크: 닉스연방에서 두 번째 큰 도시국가. 기계화가 발달된 도시이다.
- 베르시: 건축, 토목 등에 이용되는 석재 생산 및 가공. 산악지대.
- 레노: 산(酸), 알코올 등의 화학약품과 무기 등에 사용되는 화학공장이 존재.
- 허드슨: 산악지대. 광물들이 풍부하게 매장되어있으며 대규모 제련시설도 갖추었다.
- 네바다: 닉스연방의 식량 생산 기지라고 할 정도로 많은 식량을 이곳에서 생산하고 있다.
- 킹스턴: 석유 생산지. 원유 정제 시설의 낙후로 정제된 석유의 품질은 극도로 낮다.
- 페트라: 도시 주변에 탄광이 존재한다. 석탄의 순도가 높지 않아 효율이 다소 떨어진다.
- 하바로프: 주변에 거대 규모의 삼림이 존재하여 목재를 생산하고 있다.